# جيروم مايرز
جيروم مايرز (بالإنجليزية: Jerome Myers)‏ هو رسام أمريكي، ولد في 20 مارس 1867 في بطرسبرغ في الولايات المتحدة، وتوفي في 29 يونيو 1940 في نيويورك في الولايات المتحدة.

## معرض صور

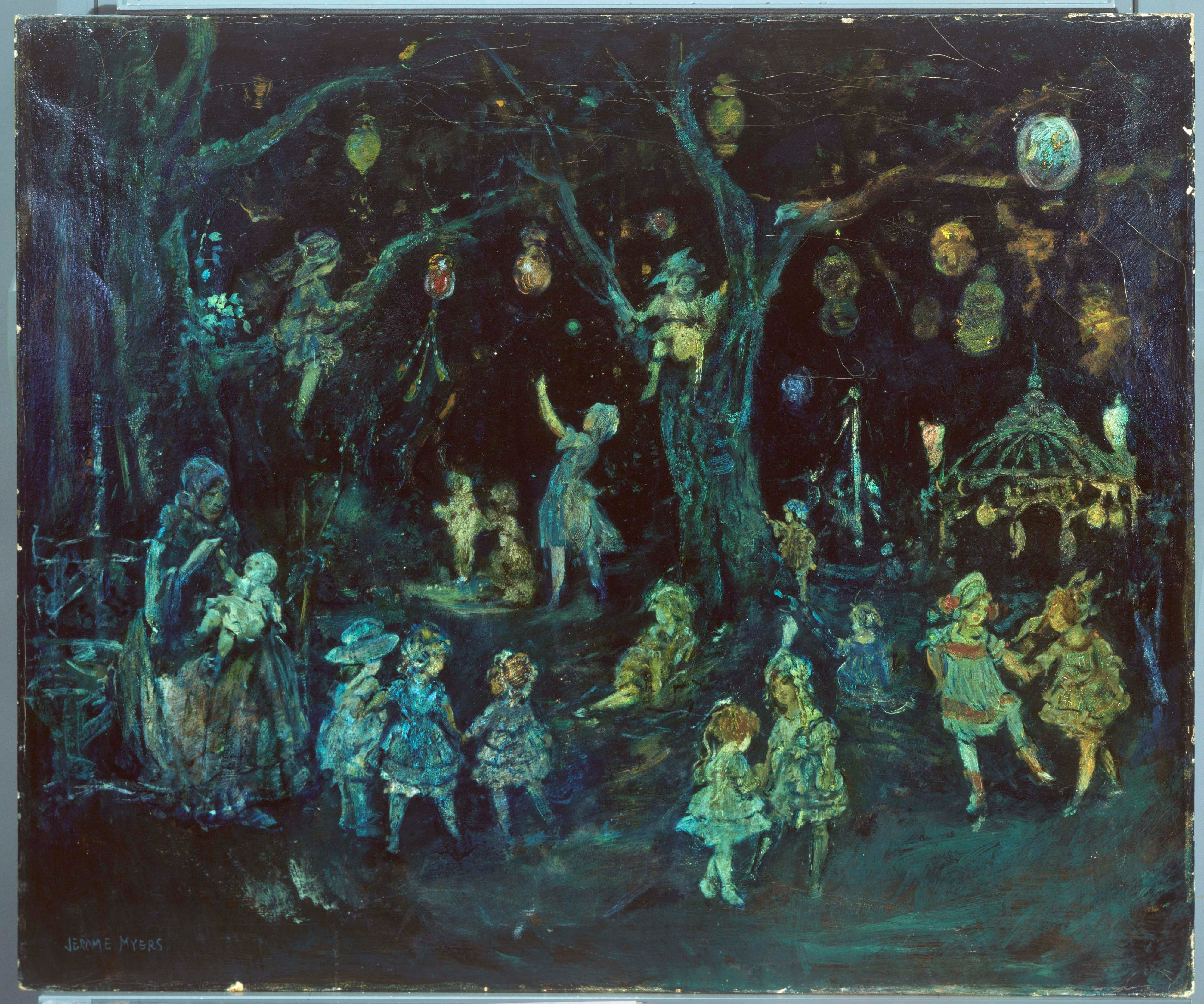
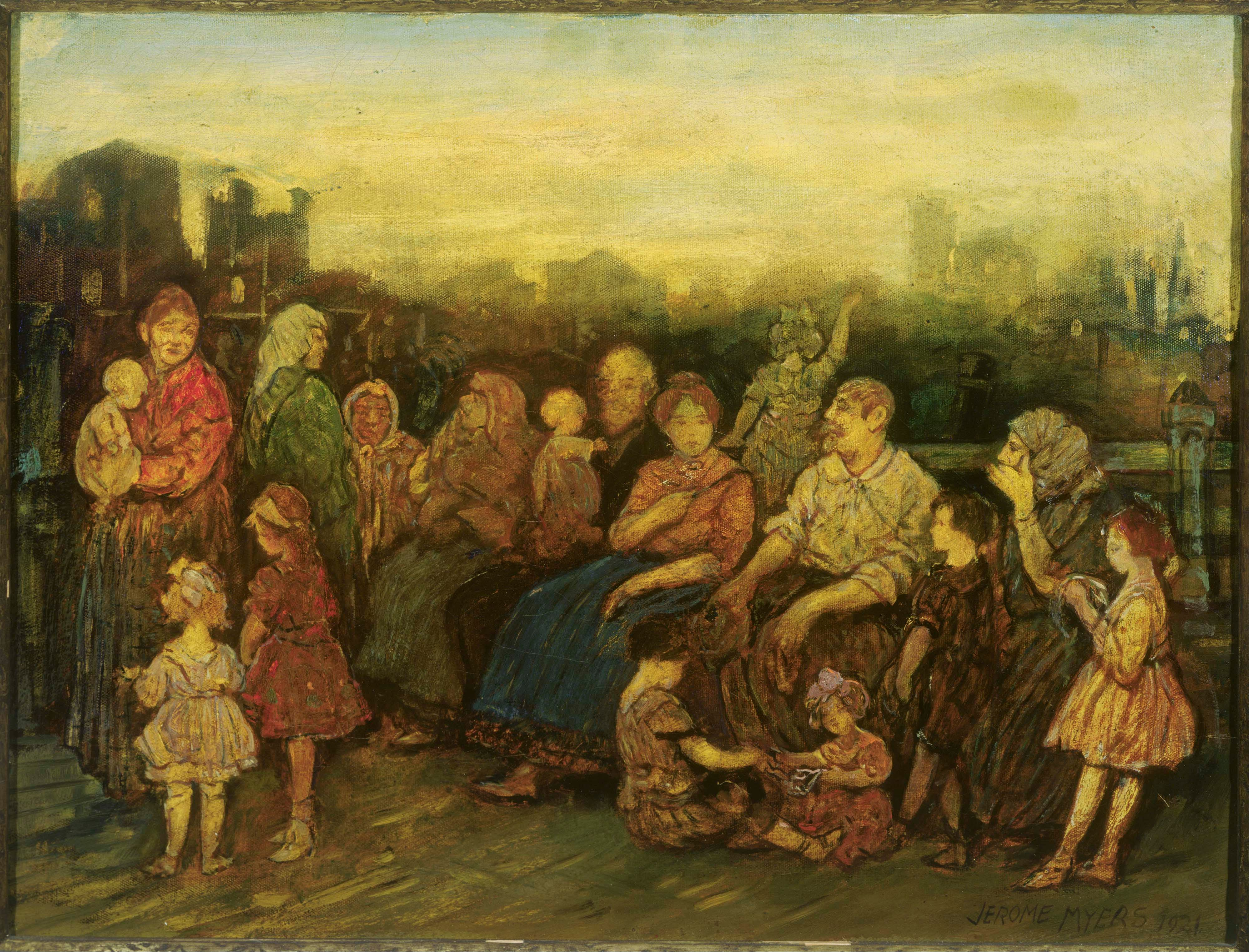
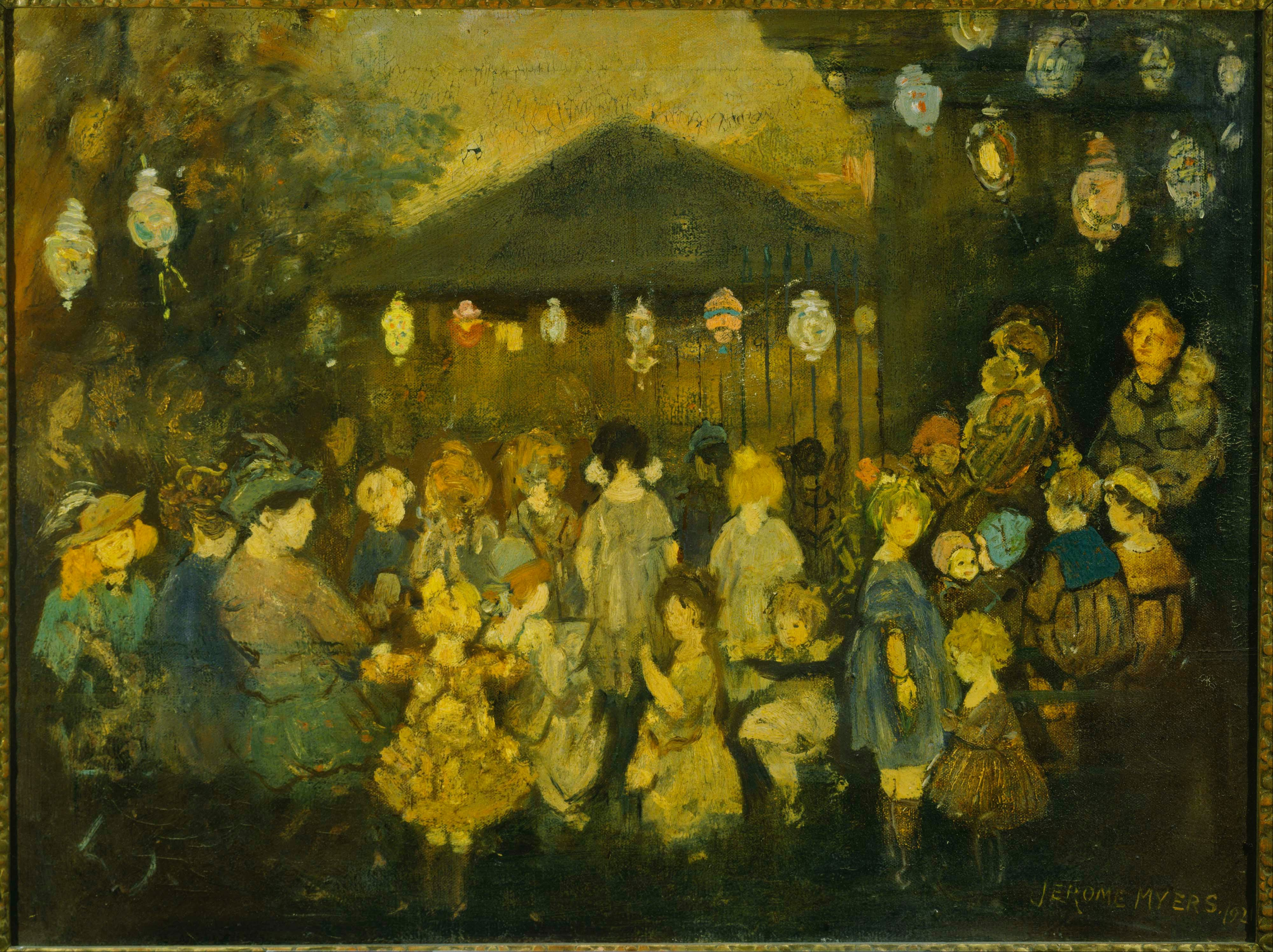
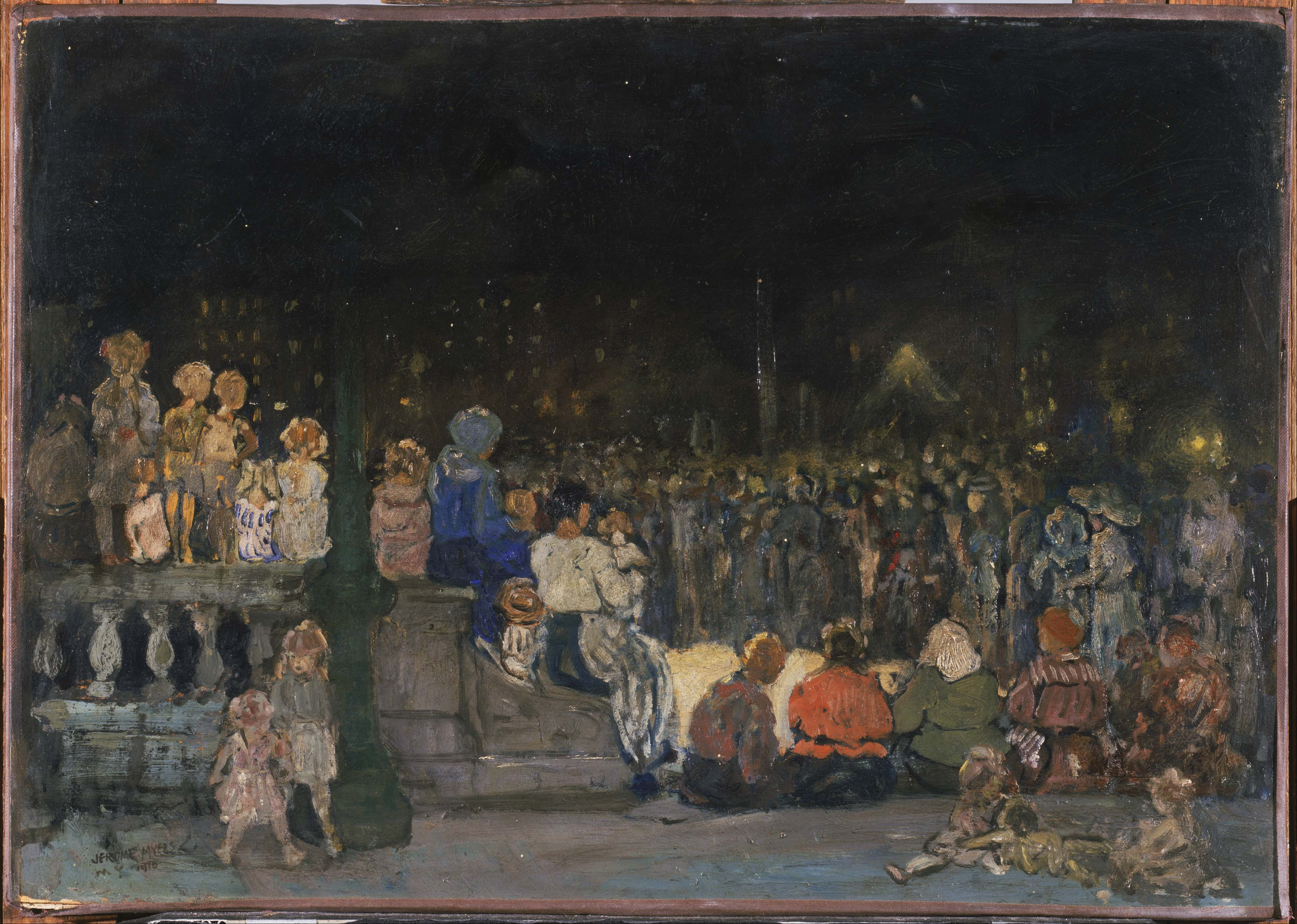